# Златни врата (Константинопол)
Златни врата е една от портите на средновековните крепостни стени на Константинопол, изградена като своеобразна триумфална арка. Те са украсени със статуи, а между тях има изображения на Херакъл и Прометей. Оттам минават главно императорските процесии.
Старите Златни врата (Hexakionion , т.е. „шест колони“) са на Константиновата стена. Били са трикатни белокаменни, украсени с шест колони и ниши между от външната страна. След построяването на Теодосиевата стена те са изоставени. През последните векове на Византийската империя тази горна етажна част била използвана като погребален параклис, който, както и части на сградата, били украсени с фрески. Съоръжението е напълно унищожено от земетресение през 1509 г.
Големите Златни врата (лат: Porta Aurea; гр: Χρυσεία Πύλη; тур: Altınkapı или Yaldızlıkapı) са главната парадна порта на Теодосиевата стена и са онези, които остават в историята. Те са включени в тази стена триумфална арка при Мраморно море, при която завършва Виа Егнация и започва Меса – главната улица на процесиите и триумфите „via triumfalis“ в Констатнинопол. Те са били най-красивата, монументална, най-официалната и тържествена беломраморна порта на Цариград с три арки с релефи, статуи, колони, позлатени каменни и бронзови пластики и орнаменти и пр. Оттук по правило императорите влизат в града след коронации, при триумфи и в най-тържествени случаи, оттук те излизат при войските, за да тръгнат на поход и при други тържествени случаи, през тях минават литийните и кръстните патриаршески и пр. религиозни шествия. В най-редки случаи, в знак на особена почит, официалното влизане през портата се допуска за лица с не-имперски ранг: папските легати през 519 г. и през 868 г. за Осмия вселенски събор, свикан да регламентира Българската църква, през 710, за Папа Константин и пр. Тъй като Златните врата обикновено остават затворени извън церемониалните цели, малко по-нататък е имало неофициална вторична порта – потерна за ежедневно движение, наречена Малката златна врата (на лат: Porta Aurea Minor, гр:Mikra Chrysē Pylē, тур: Yedikule Kapısı).
Златните врата са открити на 10 ноември 391 г. с триумфа на Теодосий Велики след победата му над Максим Магнус. Най-пищни са процесите към и от близкия Евдом, където стават коронациите на императорите, на кръстните патриаршески шествие и литии и триумфите на Ираклий след победата му над персите през 629; Константин V, Василий I, Йоан Цимисхи и Василий II Българоубиец след победите им над българите, на император Теофил и синът му Михаил III след победите им над арабите през IX век, и така Златните врата се ползват най-активно с това основно предназначение цели 870 години до 15 август 1261 г., когато през нея влиза и освободилият Константинопол от латините император Михаил VIII.
Гравюра от 1685 документира, че двете фланкиращи триумфалната арка кули, изградени както нея във височината до над крепостната стена с полирани мрамори блокове, са се извисявали още почти толкова нагоре, издигнати с традиционната тухлено-каменна живописна зидария, която тяхна част не съществува днес. Арката и комплекса ѝ се увенчавали с множество позлатени статуи и пластики – на Теодосий I, управляващ колесница с 4 слона, на огромен кръст; на крилата фигура на Победата Нике-Виктория, увенчаваща императора с лавров венец, Кибела на колесница с впрегнати в нея лъвове, фигура на Фортуна, носеща щастие и успех на Града и пр. Портите първоначално били покрити с позлатени метални листове с барелефи до 965 г., когато Никифор II Фока поставя бронзови градски порти на мястото на старите. Отзад към града вратата била защитена с полукръгло укрепление Castrum Rotundum. Пред включения 22 години след построяването си в Теодосиевата стена главния ансамбъл, състоящ се от високата трипроходна триумфална арка с надпис отпред с метални букви: „Haec loca Theudosius decorat post fata tyranni. Aurea saecla gerit qui portam construit auro“ (Теодосий украси това място след падането на тирана. Той донесе златен век и построили портата от злато.), фланкирана с 2-те мраморни кули с корнизи и релефни фризове на второ ниво, непосредствено на пътя за триумфи през него, се е издигала по-малка едносводова арка, направена в чест на някоя от победите на Теодосий, попаднала в пространството между главната Теодосиева стена и протейхизмата (предна допълнителна по-лека крепостна стена пред основната) впоследствие към тази арка, която била украсена с колони и увенчана със статуята на богинята Виктория, държаща в ръцете венеца, коронясващ императора, към края на Х век са изградени надлъжни и напречни стени със зъбери, протейхизмата е усилена и така е създадено обособено и силно допълнително укрепление Kastéllion с пропилеи, украсени с ансамбъл от поставени в 2 реда 12 антични мраморни релефа, колони и пр. Мостове са прехвърляли пространството от външната арка до протейхизмата и през вратата с кула в нея преминавали над крепостния ров. Изградени били потерни при връзката на напречните с основната стена.
- Условна графична реконструкция на Златните врата от началото на ХХ век
- Оцелял фрагмент от разбитата от турците мраморна украса на Златните врата, Цариградски музей
- Днешен вид отвътре на зазиданите Златни врата
- Днешен външен вид на зазиданите Златните врата
- Гравюра от 1665 г. в картата на Себастиан Мюнстер показва Златните врата

Въпреки церемониалните си функции Златните врата са една от най-силните позиции по стените на града, и представляват крепост-цитадела, устояла и успяла да отблъсне немалко атаки по време на различните обсади за дългите столетия. Тя, на Мраморно море, и Влахернския комплекс, на Златния рог, са двете най-важни крепости, с които са завършвали Цариградските стени към сушата в двата им края, достигащи морето. Забележително е, че едно от съществените условия на Крум Страшни за сключване на мира в 813 г. е да забие българското копие именно в голямата триумфална арка на Златните врата. Тук на 17 юли 813 г. пред Златните врата до Мраморно море, където с пътя на процесиите завършва Виа Егнация според летописа на Теофан Изповедник:
| „ | Крум според обичая си принесъл жертва много хора и добитък, вън пред Златната врата, след това потопил нозете си във водата край брега на морето, умил се, поръсил войниците си и приветстван от тях, преминал между наложниците си, които му се поклонили и го възхвалявали. Всички гледали това от стените на града и никой не се осмелявал да му окаже съпротива или да хвърли стрела върху него. | “ |